# Richard Yates (Leichtathlet)
Richard Yates  (* 26. Januar 1986) ist ein ehemaliger britischer Sprinter und Hürdenläufer, der sich auf die 400-Meter-Distanz spezialisiert hat.

## Sportliche Laufbahn
Erste internationale Erfahrungen sammelte Richard Yates im Jahr 2010, als er bei den Commonwealth Games in Neu-Delhi in 49,84 s den fünften Platz im 400-Meter-Hürdenlauf belegte und mit der englischen 4-mal-400-Meter-Staffel in 3:03,97 min gemeinsam mit Conrad Williams, Nick Leavey und Robert Tobin die Bronzemedaille hinter den Teams aus Australien und Kenia gewann. 2012 schied er bei den Europameisterschaften in Helsinki mit 52,12 s in der ersten Runde über 400 m Hürden aus und 2014 gelangte er bei den Commonwealth Games in Glasgow mit 50,13 s auf Rang sieben. 2016 beendete er dann seine aktive sportliche Karriere im Alter von 30 Jahren.
2008 wurde Yates britischer Meister im 400-Meter-Hürdenlauf.

## Persönliche Bestzeiten
- 400 Meter: 47,29 s, 26. Mai 2012 in Oordegem
  - 400 Meter (Halle): 47,99 s, 12. Februar 2011 in Sheffield
- 400 m Hürden: 49,06 s, 26. Juli 2008 in London